# Liste de prénoms malgaches

## Liste alphabétique
- Haut – A
- B
- C
- D
- E
- F
- G
- H
- I
- J
- K
- L
- M
- N
- O
- P
- Q
- R
- S
- T
- U
- V
- W
- X
- Y
- Z

### A
- Aina : vie
- Ainga : départ
- Aintsoa : belle Vie
- Alidera
- Alindranto
- Aliotsy
- Alisoa : bon combat, que l'on a pris soin
- Ambinina : bénie, chanceux
- Ambinintsoa : bénie de bonnes choses
- Amboara : coupe, récompense, bouquet, construire
- Ampinga : bouclier
- Andiana : troupe ou meute
- Andimalala
- Ando : rosée
- Andoniaina : rosée de la vie
- Andotiana : rosée que l'on aime
- Andraina : celui qu'on respecte
- Andriaina : attente-vie
- Andrianina : celui qu'on adule, porté en haute estime
- Andrianivo
- Andrianjaka
- Andriantafika : roi des armées
- Andriantsoa : roi du bonheur, là où le bonheur s’installe
- Andriarisoa
- Andriniaina : pilier de la vie
- Andry : pilier
- Andy
- Angola : charme, mot doux
- Angy
- Anja : gouvernail
- Anjara : destiné
- Anjarafitia : part d'amour
- Anjaramendrika : destiné méritée
- Anjaranirina : destiné voulue
- Anjarasoa : part de beauté
- Anjatiana : part aimée
- Anjavidy
- Anjomara : sirène = alerte
- Anoka
- Antenaina : espéré
- Antra : compassion
- Antsa : chant
- Antsaly
- Antsanala
- Antsiva : coquillage
- Antso : appel
- Antson'ny avo : appel de Dieu
- Arianala
- Arifanja
- Arimalala
- Arimasy
- Arindranto
- Ariniala
- Arinialy
- Arinjara
- Arinoa
- Arivelo
- Arivetso : source d'inspiration
- Arivola
- Aro : protégé
- Aroaina : protection de la vie
- Aroniaina : protection de la vie
- Ary : création
- Asandratra : célébré
- Asara
- Asimbola
- Asy
- Avana : arc en ciel
- Avisoa : bienvenue
- Avo : supérieur, haut
- Avotra : sauvé
- Avonoro
- Avosoa : bien haut
- Avotiana : aimé-haut
- Avotra : sauvé, sauf
- Avovo
- Avovy

### B
- Babiola
- Baholy
- Bako : belle jambe
- Bakohery
- Bakoly : porcelaine
- Bakonirina
- Baliaka : ensoleillé
- Balita : enfant, gamin
- Bango
- Bao
- Baofara
- Baovola
- Barijaona
- Barilala
- Bary : premesu
- Batseba
- Bazoly
- Beandaza
- Bebisoa
- Beby
- Bekoto
- Beloha : grosse tête
- Bema
- Benalisoa
- Bendriana
- Beniaina
- Benja: cadet
- Benjanirina
- Bodoarimanga
- Baobilahibity
- Bina
- Biteny
- Bodo
- Bodohary
- Bodohasina
- Bodomalala : douce chérie
- Bokonisy
- Bora
- Bota : gros
- Bobota : joufflu (vulgaire:pénis)
- Bozy : gamine

### C
La lettre « C » n'existe pas dans l'alphabet malgache.

### D
- Dadavy : vient de David
- Dafy
- Dama
- Dany
- Dera : louange
- Detsy
- Dialy
- Diamondra : diamant
- Diary : agenda, journal intime
- Diavolana : pleine lune
- Diera : biche
- Dimbinandrianina : héritage adoré
- Dimbinirina : héritage attendu
- Dimbisoa : bon héritage
- Dimby : héritier
- Dina : pacte, accord
- Dinasoa : bon accord
- Dithy
- Doda
- Domoina : colombe
- Donga : dodu(e)
- Doria : à jamais

### E
- Eja
- Ekena : qu'on accepte
- Elabakana
- Elamanjaka
- Elintsoa
- Elisoa : personne admirable tel que Dieu et Marie-Madeleine
- Elitiana
- Embona : parfum, nostalgie
- Entso
- Era : consenti
- Eraniaina
- Erantsoa : plein de bonté
- Eva : belle, vient de Ève
- Evandia
- Evandie

### F
- Fahafahana : liberté
- Fahasambarana: bonheur
- Faliarivo : les mille joies
- Falihery
- Falimampionona
- Falinirina
- Falisoa
- Faly : heureux
- Famantanantsoa
- Famenontsoa
- Fanaiky : acceptable
- Fanaina
- Fanaja : respectueux
- Fanambinantsoa :porte-bonheur
- Fanamby : pari, défi
- Fanantenana : espoir
- Fanantenanirainy : espoir de son père
- Fanasina
- Fandresena : victoire
- Faneva : drapeau
- Fanihy
- Fanilo : éclaireur, lanterne
- Fanilonay : notre torche
- Fanirina : envie
- Fanirintsoa
- Fanirisoa
- Faniry : envié, souhaité
- Fanja : bourgeon
- Fanjaniaina
- Fanjatiana
- Fano
- Fanoela
- Fanoha
- Fanomezana : cadeau
- Fanomezantsoa
- Fanorenana : construction
- Fanova
- Fara : benjamin(e), dernier(e)
- Faramalalako
- Faranirina
- Farasoa
- Faratiana : dernier(e) aimé
- Fatratra
- Fehinjo
- Fehizoro
- Felamanitra
- Felana : fleur, pétale
- Felantsoa : beau pétale
- Fenitra : norme
- Feno : plénitude, abondance
- Fenodera
- Fenoery
- Fenohanitra
- Fenohasina
- Fenohery : plein de force
- Fenomanantsoa : don
- Fenosoa : plein de bonne chose
- Fenotiana
- Fetinaty
- Fetra : limite
- Fetraniaina : limite de la vie
- Fety : fête
- Fiadanantsoa
- Fialy
- Fiambe
- Fianarantsoa
- Fiandry : qu'on attend
- Fiaro : qu'on protège
- Fiary
- Fiderana : louange
- Fidihasina
- Fidimalala
- Fidinirina
- Fidisoa : le bon choix
- Fidy : choix
- Fifaliana : joie
- Fiharo
- Fikasana : projet, souhait
- Filamatra : emblème, pilote
- Finaritra : joyeux(se), heureux(se)
- Finiavana : persistance, endurance, patience
- Finidy : choisi(e)
- Finihavana
- Finoana : croyance
- Firary : que l'on souhaite
- Fitahiana : bénédiction
- Fitahina : protection
- Fitahintsoa
- Fitia : amour
- Fitiavana : amour
- Fitiana
- Fitiantsoa
- Fototsoa : source de bonté
- Fy : bon, succulent, savoureux
- Fy-Tsiky : plaisir de sourir

### G
- Gaga : étonné
- Gera
- Gia
- Gina
- Gana

### H
- Haba : impot, taxe
- Hafaliana : la joie
- Haga
- Hagasoa
- Haina
- Haingo : décor
- Haingolalaina
- Haingolalao
- Haingoniaina
- Haingotiana
- Haino
- Haintso : combinaison de Aina et Soa
- Haja : honneur, respect
- Hajanirina
- Hajarivelo
- Hajasoa
- Hajatahiana
- Hajatiana
- Halimanana
- Hamahara
- Hamy
- Hamisoa
- Hando
- Hanintsoa
- Hanitra : parfum, bonne odeur
- Hanitriniaina
- Hanitriniala
- Hanja
- Hanta : caline
- Hantamalala
- Hantaniaina
- Hantanirina
- Hantsa : chant
- Hantasoa
- Hantatiana : caprice aimé
- Harena : trésor, richesse
- Harenamamy
- Harenasoa
- Harentsoa
- Hariandra
- Hariela
- Harifara
- Harifera
- Harifetra
- Harifidy : le jour de choix, le choix du jour
- Harijaona
- Harijao
- Harilala
- Harilandy
- Harilanto
- Harilila
- Hariliva
- Harimanitra
- Harimbola
- Harimisa
- Harinaivo
- Harinala
- Harinandrianina
- Harinavalona : Hari en indonésien : jour ; Na : princesse ; Valona : diminutif de Voalohany, "la première" : le jour de la première princesse
- Harinavo
- Harindra
- Harindranto
- Hariniaina
- Hariniela
- Harinirina
- Harinisa
- Harinivo
- Harinoa
- Harinony
- Harinosy
- Harintsoa
- Harisoa
- Haritiana
- Harivelo
- Harivola
- Harivololona
- Harivonjy
- Harivony
- Harizo
- Hary : transparence, création
- Hasimboahirana
- Hasimbola
- Hasina : sacré, sainteté
- Hasinandrianina
- Hasindrazana
- Hasiniaina
- Hasina Ny Aina : la vie divine
- Hasiniony
- Hasintsifa
- Hasintsoa
- Hasitiana
- Hejo
- Helisoa : bonne descendance
- Hendriniaina
- Hendry : sage
- Henika : comblé
- Henikaja : honoré
- Henintsoa : plein de bien
- Henisoa
- Henitsoa
- Heraina
- Herihajaina
- Herihira
- Herilala
- Herilalaina
- Herilaza
- Herimalala
- Herimamy
- Herimena
- Herimino
- Herinambinina
- Herinandriana
- Herinantenaina
- Herinarivo : force des milles
- Heriniaina : force de la vie
- Heriniony
- Herinirina
- Herinjaka
- Herinjato
- Herintahina : retour de la bénédiction
- Herintsitohaina
- Herintsoa
- Herisetra : violence
- Herisoa
- Herisolo
- Heritanjona
- Heritiana
- Heritoavina
- Heritsitohaina
- Heritsoa
- Herivelo
- Herivola
- Herizo
- Hery : force
- Hetiarivony
- Hiangotiana
- Hiarivelo
- Hirantsoa
- Hirasoa
- Hobialy
- Hobiana
- Hobiniaina
- Hobinjanahary
- Hobisoa
- Hoby : acclamation, joie, louange
- Hoelatiana
- Hova
- Hovanirina
- Holifanja
- Holisoa
- Holitiana
- Holy : celle qui a des cheveux bouclés
- Honty

### I
- Ialintsoa
- Ialivelo
- Ialy
- Iandry
- Iangola
- Iangolatiana
- Iangotiana
- Iangy
- Ianja
- Ianjavola
- Iarantsoa
- Iarinirina
- Iarinony
- Iarintsoa
- Iarivo
- Iarivolana
- Iarivolaniaina
- Iarivosahala
- Iary : celui ou celle qui crée
- Iaviantsoa
- Iavo
- Iavotiana
- Ibiazavola
- Ibonia
- Idealy : filamatra, tanteraka
- Ifaliana
- Ihaja
- Ihandry
- Ihantana
- Iharantsoa
- Ihary
- Ihasinanjaka
- Ihasinjaka
- Iholy
- Ikala
- Ikandrina
- Ikotoroa
- Ikotokely
- Ilaidama
- Ilo : Huile, essence symbole de force, flambeau
- Iloaina : Flambeau de la vie
- Iloniaina : raison de vivre
- Imaso
- Imasy
- Imboasalama
- Imboasoa
- Ingahimatoabe
- Ioly
- Iombonantsoa
- Iony
- Iraina
- Iriana
- Irianja
- Iriela
- Irina : désiré
- Itokiana : à qui on peut faire confiance
- Ivo : le centre, le milieu
- Ivotiana
- Ivontsoa
- Iaviantsoa

### J
- Josia
- Jao : digne de respect
- Jaojoby
- Jaona : Jean
- Jaonary
- Jaonasy
- Jaosolo
- Jaotiana
- Jaozandry
- Jary
- Jarina
- Jedy
- Jery : regard, le curieux, celui ou celle qui ne laisse rien passer
- Jihy
- Jinja
- Johary : soleil
- Joda
- Joharinaly
- Jonihary
- Joro : celui qui est debout, inébranlable, offrande aux ancêtres

### K
- Kajy : calcul
- Kalasy
- Kaliana : qu'on soigne méticuleusement
- Kalo : chant, chanson
- Kaloina : qu'on chante
- Kaloy : chantez
- Kanto : jolie, beau, belle
- Kemba : femme
- Ketaka
- Ketrika : stratégie
- Keritsa
- Kiady
- Kintana : étoile
- Kolo
- Koloina : dont on prend soin, Chloé
- Koly : de "bakoly" (porcelaine), fragile, poupée
- Koriana : Korona
- Koto : l'ainé, le premier né
- Kony : futé
- Keziah
- Kendry

### L
- Lahatra : destiné(e)
- Lahisoa : bon garçon
- Laidama
- Laingo : bourgeon
- Lala : chéri
- Lalaina : celui ou celle que l'on chérit
- Lalainasoa
- Lalandy
- Lalanirina
- Lalao : jeu, joie de vivre
- Lalaonirina
- Lalatiana : chéri/e aimé/e
- Laly
- Landivola : soie argentée
- Landy : soie
- Lanja : poids et mesures, réflexion, droiture, sagesse
- Lanto : calme
- Lantoharifetra
- Lantoharisoa
- Lantoniaina
- Lantonirina
- Lantosoa
- Laora
- Lavorary : parachevé, parfait
- Laza : renommée, gloire
- Lazamaniraka
- Lefa
- Lemazava : celui qui est clair
- Lezo
- Liana : intéressé
- Lianala
- Liantsoa : intéressé par le bien
- Lisy : lys
- Lita
- Liva : petite fée
- Livasoa : nom composé de LIVA + SOA = OLIVE + BIEN; bonne paix, harmonie
- Liza
- Lofo
- Loharano : source, eau de source
- Lova : héritage
- Lovanandrianina
- Lovanirina
- Lovatiana

### M
- Meva : belle
- Maeva : élégant(e)
- Maevasoa : élégant(e), belle
- Magneva : magnifique
- Mahaleo : indépendant
- Mahaliana : intéressant(e)
- Mahandry : celui, celle qui sait attendre, patienter
- Mahanina
- Maharavo : celui ou celle qui fait plaisir
- Maharo : celui ou celle qui sait protéger
- Mahary
- Mahasetra
- Mahatana
- Mahatia
- Mahatra
- Mahatsangy
- Mahavita : qui réussit à faire quelque chose
- Mahazina
- Mahefa : cf Mahavita
- Mahefasoa
- Mahefarifetra
- Mahenika : envahir
- Maheriniaina
- Maherisoa
- Mahery : robuste, fort
- Mahiantsoa
- Mahitsy : droit
- Maholy
- Mahony
- Mailaka : agile, symbole de clairvoyance
- Malala : bien-aimé
- Malalasoa
- Malalatiana
- Malanto
- Mamihaja
- Mamihajasoa
- Mamihasina
- Mamihery
- Mamilaza
- Maminiaiko
- Maminiaina
- Maminirina
- Maminjaka
- Maminosoa
- Mamiratra : brillant, brillante
- Marina : juste, verite, vrai
- Mamisoa
- Mamitiana
- Mamonjisoa
- Mamonjy : qui sauve
- Mampianina : qui satisfait
- Mampionona : qui réconforte
- Mamy : doux, sucré
- Manalina : qui a des dizaines de milliers
- Manalintsoa
- Manambina : qui rend chanceux
- Manampisoa
- Mananjara
- Manantsoa : qui a du bien
- Manarivo : qui a des milles
- Manda : tour, forteresse
- Mandamina : qui organise
- Mandranto : qui recherche
- Mandresy : qui gagne
- Mandrindra : cf Mandamina
- Maneva : beau, bien
- Manevasoa
- Manganirina
- Mangatiana
- Manitriniaina
- Manitriniala
- Manitsoa
- Manja : belle
- Manjaka : qui règne
- Manjato : qui produit par centaines, symbole d'abondance
- Manoa : obéissant
- Manohiaina
- Manohisoa : continue le bien
- Manosoa
- Manovontsoa
- Manovosoa : qui puise du bien
- Marina : juste, vrai
- Marisika : plein(e) de bonne volonté
- Mareva : magnifique
- Maro : nombreux
- Masindray
- Masoandro : soleil
- Masy : sacré
- Matsilo : intelligent
- Matoky : confiant
- Mavo : jaune
- Mazoto : zélé ou courageux
- Mbato
- Mbelo
- Mbinina
- Mboahangy : de Voahangy : perle
- Mboara
- Mboarasoa
- Mbola : encore
- Mbolanirina
- Mbolasoa
- Mbolatiana : encore aimé
- Mendrika : digne, Belle
- Mendrikay
- Mendrintsoa
- Menja
- Mety : bien, ok
- Meva : belle, bon
- Mevasoa : belle
- Miadana : heureux/se
- Miadantsoa
- Miady, Mialy : qui se bat
- Miahy : qui protège, qui assure
- Miaina : qui vit
- Mialitiana : qui se bat pour l'amour
- Mialo
- Mialisoa : qui se bat bien, bon combattant
- Miando
- Miandra
- Miandrasoa
- Miandrisoa: qui attend le bon
- Miandrisoa Avotra : qui attend le sauveur (Christ)
- Miandry : qui attend
- Miangaly : qui chante, qui apporte douceur de vivre
- Miangola : qui chante avec charme
- Miangoty : qui charme, capricieuse
- Miangy
- Mianja
- Mianoka
- Miantsa : cf Antsa : chanter
- Miaramanana
- Miarana
- Miarantsoa
- Miarintsoa
- Miarisoa
- Miaritiana
- Miarivola
- Miaro : qui protège
- Miary : qui fonde, qui crée, qui conçoit
- Miasy
- Miavo
- Mihaja : qui a de la classe, qui est honorable
- Mihamina
- Mihanta : gâté(e)
- Mihantasoa
- Miarihasina
- Miharinjato
- Miharivelo
- Miharivo : s'accroître en nombre
- Miharizo
- Mihary
- Mihasoa
- Mihatia
- Mihobisoa
- Mihoby : qui loue
- Mija
- Mijoro : qui est debout
- Mikajy: qui calcule
- Mikanto : qui fait de l'art
- Milamina : calme, serein(e)
- Milanto
- Mino : croire
- Minoarisoa
- Minosoa
- Miora : myrrhe
- Miorika
- Miotisoa : qui cueille la bonté
- Mioty : qui cueille
- Mira: égal
- Mirado
- Mirana : charmant(e), resplendissant(e)
- Miranto
- Mirantsoa : resplendissant(e) de beauté
- Mirasoa: égale à la bonté
- Mirija
- Mirindra : organisé(e)
- Misa
- Misaina : qui réflechit
- Misandratra : qui avance vers le haut
- Misetra : qui brave, s’oppose à plus fort
- Missia
- Mintantsoa : qui conserve le bonheur, le bon
- Mitia : qui aime
- Mitiasoa
- Mitsiky : qui sourit
- Mitsimbina
- Miza
- Mizo : celui ou celle qui avance
- Monja
- Monjy
- Moramanana
- Mpanjato
- Mparany : le dernier
- My Tia:

### N
- Nafeno
- Naina
- Naivo : le deuxième fils
- Naivosoa
- Nahary : celui, celle qui a créé(e)
- Najaina : qui a été respecté
- Naka : qui a pris
- Nalilala
- Naliniriana
- Nalisoa
- Naly : victoire
- Nambinina : qui a eu de la chance
- Nambinintsoa
- Nampiana
- Nampiona
- Nampoina
- Nandivola
- Nandrasana : celui ou celle qui est attendu(e)
- Nandriana
- Nandrianina
- Nanja
- Nanta
- Nantenaina : espéré(e), attendu(e)
- Narindra : celui ou celle qui est bien conçu(e)
- Narindrasoa
- Narisoa
- Narivo
- Narivony
- Nary
- Nasaina
- Nasandratra : qu'on a élevé (au-dessus)
- Nasolo : qu'on a échangé
- Natanaela
- Nataniela
- Navalona : en Indonésie Na : princesse ; Valona : diminutif de Voalohany, première.
- Ndiasana
- Ndimbisoa
- Ndimby
- Ndranto
- Ndrema
- Ndretsa
- Ndriana
- Ndrianja
- Ndroso
- Nekena : qui a été accepté
- Niaina
- Niary
- Niavo
- Nija
- Niniana
- Nintsoa
- Niriantsa
- Nirina
- Nirintsoa
- Nirisoa
- Niry : désirée
- Nisa
- Nisainana
- Nivo : centre
- Nivohanta
- Nivomboahangy
- Nivonjanahary
- Nivosoa
- Nizaka
- Njaka
- Njakaniaina
- Njakasoa
- Njakatiana
- Njara : héritage
- Njaramalala
- Njarasoa
- Njaratiana
- Njary : reflet de l'avenir, "en devenir"
- Njato : symbole d'abondance
- Njava
- Njila
- Njiva
- Njivatiana
- Nofy : rêve
- Nohary
- Nombana
- Nomen'iavo
- Nomeny
- Nomena : donné
- Nomenaniaina
- Nomen'IAvo : qui a été donné par Le Très Haut
- Nomenjanahary : qui vient de Dieu
- Noro : vie, lumière, étincelle, source de vie
- Noroanja
- Norontsoa : bonheur
- Norotiana
- Nosy : île
- Notahina: bénis
- Ny Aina : vie
- Notiavina : être aimer
- Ntsoa
- Ny antsa : chanson Douce
- Ny antsiva
- Ny anjarasoa
- Ny hasina
- Ny hira : la chanson
- Ny iangotiana
- Ny ony : l'onde
- Ny tony
- Njiva
- NY Avo: le haut

### O
- Oelisoa
- Oliseheno
- Olinirina
- Oly
- Ombana
- Onasoa
- Onimamy
- Onimilanto
- Onintsoa
- Onisoa
- Onitiana
- Onja : vague, onde
- Onjalalaina
- Ony : rivière
- Orimbato

### P
- Patsy
- Pelake
- Pendo
- Peta : celle au nez épaté, qui a un petit nez
- Petrabolana
- Pota

### Q
La lettre « Q » n'existe pas dans l'alphabet malgache.

### R
- Rabary
- Rabasta
- Rabe : le grand
- Rabozaka : Herbe
- Rado : joyaux, parure
- Radonandrasana
- Radonirina
- Radoniaina
- Radosoa
- Raitra
- Raivo : la deuxième fille
- Raivosoa
- Rajaona
- Rajery
- Rajo
- Raja
- Rakoto
- Rakotoniaina
- Rakotoson
- Ralay
- Raly
- Rambolarimanana
- Ranja
- Ranjalahy
- Ranjatiana
- Ranjatohery
- Ranoro
- Ranto
- Raomy
- Raony
- Rary : tissé
- Rasoloniaina
- Ravaka : parure
- Ravao : nouveau
- Ravelo
- Ravo : heureux
- Ravotany
- Razay
- Razery
- Redy
- Rehareha
- Rejo
- Remenabila
- Reniala : mère de la forêt
- Renjy
- Riaka
- Rialy
- Riana : ruisseau
- Rianala
- Rianto
- Riantsoa : source de bonheur, de bien
- Rify
- Rija : costeau
- Rima
- Rina : Désiré
- Rinantsoa
- Rindra : ordre
- Rindraniaina
- Rindranirina
- Rindratiana
- Ririva
- Rivo
- Rivohery
- Rivolala
- Rivonala
- Rivoniaina
- Rivonirina
- Rivosoa
- Roby
- Rohintsoa : lien de la bonté, de l'abondance
- Rohy : lien, celui qui continue
- Rojo : bijou, élégant(e), celui ou celle qui aspire à la beauté
- Rondro
- Rondronirina Herivelona : mignonne, désirée, force, vivace
- Rotsy : roucoulade
- Rova : palissade faite avec des bois pointus et entourant la résidence des souverains d'autrefois ; par extension peut se traduire par protecteur.
- Rovalala : rova + bien aimé
- Rovasoa : palais du bien

### S
- Safidiko : mon choix
- Safidy : choix
- Sahala : comme, egal à
- Sahaza : fait pour
- Sahitia
- Sahitsy
- Sahoby
- Saholy
- Sahondra
- Salahy
- Salala
- Salohy : rameau
- Sambatra : heureux(se)
- Sambany
- Sanda : valeur
- Sandratra : ascension
- Sandy
- Sanjy
- Santatra : preliminaire
- Santiona
- Saotra : remerciement
- Saovololona
- Saranto
- Sariaka : charmant(e)
- Sarika
- Sarindra
- Sarobidy : précieux(se)
- Saroy : courageuse ou intelligente
- Sata : statut
- Sedera : cèdre
- Sedra : épreuve
- Seheno
- Sehenosoa
- Sendra
- Seta
- Setra
- Silo
- Sinasoa
- Sitraka : volonté
- Soa : bon, bien
- Soafinaritra
- Soafaniry : belle poussée
- Soafara
- Soamaraina : belle dès le lever du jour
- Soamazava
- Soamiangaly
- Soamiely
- Soanala
- Soananahary
- Soanavalona
- Soandriaka
- Soaniriko
- Soanja
- Soanomena : belle offrande
- Soarimanga
- Soarindra
- Soary
- Soatia
- Soatiana
- Soja
- Solo : échange
- Solofo: héritier
- Solofoarivelo
- Solofohery
- Solohery
- Solonomenjanahary
- Solotiana
- Soly

### T
- Tafika : attaque, armée
- Tafita : qui a réussi
- Tafitasoa : celui, celle qui a bien réussi
- Tahadray : comme son père
- Tahiana : protégé
- Tahina : bénis
- Tahiry : sauvegardé
- Takalo : échange
- Talenta : talent
- Tambatra : unité
- Tambinirina : récompense souhaitée
- Tamby : récompense
- Tamisoa
- Tandray
- Tanjona : objectif
- Tanteraka : qui est réussi
- Taramasoandro : rayon du soleil
- Taratra : reflet, rayon
- Tarika : groupe
- Tatamo : Nénuphar
- Tefiniaina
- Tefy
- Telina
- Tendry
- Tenompitia
- Teza
- Tia : aimé(e)
- Tiafina
- Tya : aimé(e)
- Tiahy
- Tiaina
- Tiana : aimé(e)
- Tianamalala
- Tiary
- Tiavina : celui, celle qui est aimé(e)
- Tina
- Tinasoa
- Tinda
- Toandro
- Toavina
- Todisoa : arrivé à bon port
- Todizara
- Tody : arrivé(e)
- Tojo : arrivé
- Tojohafaliana : qui a eu la joie
- Tojohasina
- Tojohery : qui a eu la force
- Tojolafatra : qui a eu le parfait
- Tojomanana : qui a eu son avoir
- Tojoniaina : qui a eu sa vie
- Tojonirina : qui a eu son désir
- Tojosoa : qui a atteint le bien
- Tokiharimanitra
- Tokiniaina : confiance de la vie
- Toky : confiance
- Tolojanahary : offre du ciel ; offre de Dieu
- Tolojaona
- Tolotra : offre ; offrande
- Tolotriniavo : offre d'en haut
- Tomefisoa : pleine de bien
- Tompoina : qu'on vénère
- Tongasoa : bienvenu(e)
- Tonihasina
- Tony : calme
- Tosy : tendresse
- Tovo : jeune
- Tovohery : jeune et fort
- Tovojanahary
- Tovojay
- Tovony
- Trema
- Trimo
- Tsaina
- Tsakoraiky
- Tsalama
- Tsangy
- Tsanta
- Tsaraleha : bonne allure
- Tsaramandresy
- Tsarasata
- Tsaratamby
- Tsarona : qu'on rappelle
- Tsihievy
- Tsiadiana : qu'on ne bat pas
- Tsiafoy : qu'on ne sacrifie pas
- Tsialainkery
- Tsiaro : souvenir
- Tsidy
- Tsiferana : que l'on ne peut limiter
- Tsifoy : que l'on ne peut abandonner
- Tsihala : qui n'est pas détesté, aimé
- Tsihoarana : qu'on ne dépasse pas
- Tsikiaina : sourire de la vie
- Tsilavina : qu'on ne refuse pas, accepté
- Tsilavo : qui n'est pas vaincu
- Tsilavohery
- Tsima
- Tsimba
- Tsimiamboho
- Tsingory : un danseur préféré du roi Andrianampoinimerina
- Tsinjo
- Tsioritsoa : qui ne manque de bonheur
- Tsiory : qui ne manque de rien
- Tsirava : qui n'est pas abimé
- Tsiresy : invaincu
- Tsiriarivelo
- Tsirihanitra
- Tsiriry : petit oiseau
- Tsiry : (jeune) pousse
- Tsitoaniaina
- Tsitohae
- Tsitohaina : sans égal
- Tsitohatsy
- Tsivery : non perdu
- Tsizaraina : qu'on ne partage pas
- Tsirota : qui n'est pas abimé
- Tsoa : bonheur

### U
La lettre « U » n'existe pas dans l'alphabet malgache.

### V
- Velo : vivant
- Vahambola
- Vahatra
- Vahinala
- Vahisoa
- Vaingoka
- Vakoka : patrimoine
- Valiavo
- Valiha : instrument de musique malgache
- Valimpitia : réponse d'amour
- Valintiana
- Valisoa : récompense
- Valohery : les 8 forces
- Vania
- Vaniala
- Vaninala
- Vanona
- Vanondahy
- Vanontiana
- Vao : nouveau
- Vaonala
- Vaosoa
- Vaosolo
- Vatosoa : pierre précieuse
- Vatra
- Vatsy : semence
- Vazo : chant
- Vero : bonne odeur
- Verohanitra
- Verohanta
- Veromanitra : citronnelle
- Verotiana
- Vimbina
- Vina
- Vivato
- Vivy
- Voahangy
- Voahary
- Voahirana : jacinthe d'eau
- Voara : protégée
- Voary
- Voatsasie
- Voatse
- Vokatra
- Vola : argent, argenté
- Volahanta
- Volamasoandro
- Volamena : or
- Volana : lune
- Volantsoa
- Volarivony
- Volasoa
- Volatiana
- Volatsara
- Vololona
- Vonifanja
- Vonihanitra
- Vonimanitra
- Vonimbola
- Voninahitra : respect
- Vonisa
- Vonjy : sauvetage
- Vony

### W
La lettre « W » n'existe pas dans l'alphabet malgache.

### X
La lettre « X » n'existe pas dans l'alphabet malgache.

### Y
En malgache la lettre « Y » termine les mots.

### Z
- Zafilahy : petit fils
- Zanaray
- Zafimaharavo : le descendant qui donne la joie
- Zafitsiory : le descendant qui ne manque de rien
- Zaimalala
- Zaka : supportable
- Zakaina : supporter
- Zakara
- Zanoariso
- Zaraniaina
- Zarapitiavana : part d'amour
- Zara : partage
- Zarasoa : bonne part
- Zaratiana : part aimée
- Zarisoa : devient bon
- Zava : lumière
- Zina : prospérité
- Zinaha
- Ziona : qui ?
- Zivasoa
- Zo : le droit
- Zoelisoa
- Zoely
- Zofeno
- Zohery
- Zoly
- Zonahery
- Zoniaina : droit de la vie
- Zoto : courage, volonté

### Sources et Liens externes
- http://www.madalascar.net/prenoms7.html
- http://www.ratsimandresy.org/anarana.php
- https://randy-donny.com/articles/l-acte-de-naissance-des-noms-de-famille-en-malgache